# (6165) Frolova
(6165) Frolova es un asteroide perteneciente al cinturón de asteroides, región del sistema solar que se encuentra entre las órbitas de Marte y Júpiter, más concretamente a la familia de Vesta, descubierto el 8 de agosto de 1978 por Nikolái Stepánovich Chernyj desde el Observatorio Astrofísico de Crimea (República de Crimea).

## Designación y nombre
Designado provisionalmente como 1978 PD3. Fue nombrado Frolova en homenaje a Natalia Borisovna Frolova, profesora asistente de astronomía en la Universidad Estatal de Ural en Ekaterinburg. Trabajó en un catálogo detallado de estrellas a lo largo del camino del cometa 1P/Halley, y esto contribuyó al éxito de las misiones espaciales Vega y Giotto. Como líder en la educación de los niños de las escuelas locales sobre astronomía, participa activamente en la organización de la Escuela Anual de Estudiantes Astronómicos de Invierno en el Observatorio Kourovskay.

## Características orbitales
Frolova está situado a una distancia media del Sol de 2,357 ua, pudiendo alejarse hasta 2,640 ua y acercarse hasta 2,074 ua. Su excentricidad es 0,120 y la inclinación orbital 6,199 grados. Emplea 1322,10 días en completar una órbita alrededor del Sol.

## Características físicas
La magnitud absoluta de Frolova es 14. 